# مجنون لمجنون (فلم 2021)
مجنون لمجنون (بالإنجليزية: Crazy 2 Crazy) فيلم جريمة ورعب وإثارة أمريكي للمخرج جريج دانيال، ومن بطولة مارك أشوورث، وكيث بروكس، وهنري فريدمان. الفيلم يطرح السؤال: ماذا يحدث عندما يلتقي مختل عقليا بأسرة أمريكية بالكامل من السيكوباتيين؟ صدر الفيلم في الولايات المتحدة في 19 يناير 2021.

## طاقم التمثيل
- مارك أشوورث: في دور يوجين
- كيث بروكس: في دور سلابي
- هنري فريدمان: في دور كودي بندر
- جيك جالو: في دور متسوق التوفير
- روبرت هاتش: في دور رجل أعمال
- كارول كابويا: في دور شانيكا
- أبي كوتشمان: في دور إميلي بندر
- مارلا مالكولم: في دور ماري بندر
- آدم ميناروفيتش: في دور بوبي
- روبرت برالجو: في دور جيمس بندر
- ت. سانسون: في دور متسوق التوفير
- كيفن وودز: في دور فتى المهرج[3]

## ملخص أحداث الفيلم
ماذا يحدث عندما يلتقي مختل عقليا بأسرة أمريكية بالكامل من السيكوباتيين؟ نتعرف على يوجين، وهو شخص نفساني، حياته غير مقبولة للمجتمع، فهو مدمن للمخدرات والكحول والجنس. يجد يوجين الحل مع وكيلة عقارات جميلة تدعى ماري، ثم يجد أنها لم تكن كما كان يتوقع. يوجين على وشك الجنون أحيانًا، ويلتقي بالجنون.

## وصلات خارجية
- مجنون لمجنون (فيلم 2021)
- مجنون لمجنون (فيلم 2021)
- مجنون لمجنون (فيلم 2021)